# Pippi Långstrump (TV-serie)
Pippi Långstrump är en svensk TV-serie från 1969 i 13 delar, baserad på Astrid Lindgrens barnböcker om Pippi Långstrump. Den är till största delen inspelad i och nära Visby och med barnskådespelarna Inger Nilsson ("Pippi"), Maria Persson ("Annika") och Pär Sundberg ("Tommy") i de centrala rollerna. På grund av svensk-tysk samproduktion deltog ett antal tyska skådespelare, vars röster dubbades till svenska i den svenska visningen.
1973 presenterades en omklippt version av TV-materialet som långfilmen Här kommer Pippi Långstrump. 1970 års Pippi Långstrump på de sju haven och På rymmen med Pippi Långstrump är dock separata produktioner med i stort sett samma skådespelare.

## Handling och roller
Pippi Långstrump bor ensam i Villa Villekulla, som ligger i utkanten av en liten stad. Pippi har en liten apa (dödskalleapa) som heter herr Nilsson samt en vit häst med svarta prickar vars namn är Lilla Gubben. Enligt Pippi är hennes mamma en ängel i himmelen och hennes pappa är en sjökapten, som efter det skeppsbrott där Pippi och hennes pappa skildes åt, flutit iland och blivit vald till kung på en Söderhavsö (Kurrekurreduttön). 
Syskonen Tommy och Annika Settergren, som bor i ett grannhus till Villa Villekulla, blir Pippis närmaste vänner och de 13 olika TV-avsnitten handlar om deras äventyr ihop.
Fröken Prysselius ("Prussiluskan") försöker förgäves att få den till synes föräldralösa Pippi Långstrump in på stadens barnhem. Kling och Klang är den lilla stadens poliskonstaplar som aldrig lyckas få fast Pippi. Dunder-Karlsson och Blom är två tjuvar som rymmer från fängelset och fler gånger försöker knycka Pippis kappsäck med guldpengar. 

### Rollista

#### Krediterade
| Inger Nilsson    | – Pippi Långstrump                                                                            |
| Maria Persson    | – Annika Settergren                                                                           |
| Pär Sundberg     | – Tommy Settergren                                                                            |
| Beppe Wolgers    | – kapten Efraim Långstrump                                                                    |
| Margot Trooger   | – fröken Prysselius, "Prussiluskan" (ej svensk röst)                                          |
| Hans Clarin      | – Dunder-Karlsson, inbrottstjuv (ej svensk röst)                                              |
| Paul Esser       | – Blom, inbrottstjuv (ej svensk röst)                                                         |
| Ulf G. Johnsson  | – poliskonstapel Kling (ej rösten på grund av insjuknande i förkylning och lunginflammation.) |
| Göthe Grefbo     | – poliskonstapel Klang                                                                        |
| Fredrik Ohlsson  | – Sven Settergren, Tommys och Annikas pappa                                                   |
| Öllegård Wellton | – Ingrid Settergren, Tommys och Annikas mamma                                                 |

#### Svenska röstroller
De svenska röstrollerna är okrediterade i själva TV-seriens för- och eftertexter, men de är listade på omslaget av vinylskivan Här kommer Pippi Långstrump med tal och musik ur TV-serien, som först gavs ut 1969.
| Gun Arvidsson   | – Fröken Prysselius (endast röst)    |
| Gösta Prüzelius | – Dunder-Karlsson (endast röst)      |
| Hans Lindgren   | – Blom (endast röst)                 |
| Per Sjöstrand   | – poliskonstapel Kling (endast röst) |

#### Okrediterade
| Staffan Hallerstam    | – Bengt                    |
| Lissi Alandh          | – expedit i parfymaffär    |
| Meta Velander         | – expedit i sybehörsaffär  |
| Siv Ericks            | – expedit i godisaffär     |
| Ann-Marie Gyllenspetz | – skolfröken               |
| Nils Eklund           | – tivolidirektör           |
| Olle Hilding          | – apotekare                |
| Jarl Borssén          | – järnhandelsbiträde       |
| Curt Åström           | – Persson, kyrkvaktmästare |
| Eric Stolpe           | – poliskonstapel Persson   |
| Rune Lindström        | – prosten                  |
| Ramon Sylvan          | – Starke Adolf             |
| Anniqa Järlefors      | – Fröken Paula             |
| Georg Årlin           | – doktorn                  |

### Avsnitt
| Nr i serien | Titel                                 | Originalvisning  |
| --- | ------------------------------------- | ---------------- |
| 1 | "Pippi flyttar in i Villa Villekulla" | 8 februari 1969  |
| Det börjar som en vanlig dag för syskonen Tommy och Annika Settergren på väg till skolan. De passerar det övergivna grannhuset Villa Villekulla och önskar att det fanns en lekkamrat där. På vägen hem från skolan upptäcker de att det står en häst på verandan, liksom en apa inne i huset. Att den säregna Pippi Långstrump bor där ensam utan föräldrar går inte för sig för den prydliga fröken Prysselius, som kallar dit poliskonstaplarna Kling och Klang. |                                       |                  |
| 2 | "Pippi är sakletare och går på kalas" | 15 februari 1969 |
| Pippi visar för Tommy och Annika vad en sakletare gör för något. Pippi blir inbjuden på kalas hos Tommy och Annikas mamma, fru Ingrid Settergren. Pippi uppvisar okonventionellt beteende och bristande bordsskick. |                                       |                  |
| 3 | "Pippi går i affärer"                 | 22 februari 1969 |
| Pippi tar med sig sin kappsäck med guldpengar och köper diverse saker (godis och lergökar) i stadens affärer tillsammans med Tommy och Annika. |                                       |                  |
| 4 | "Pippi ordnar en utflykt"             | 1 mars 1969      |
| Pippi, Tommy och Annika gör varsin drake och rider iväg på en utflykt. |                                       |                  |
| 5 | "Pippi får besök av tjuvar"           | 8 mars 1969      |
| I Villa Villekulla håller Pippi födelsedagskalas för Tommy och Annika, Herr Nilsson och Lilla Gubben. På kvällen kommer tjuvarna Dunder-Karlsson och Blom för att försöka stjäla kappsäcken med guldpengar. |                                       |                  |
| 6 | "Pippi går på tivoli"                 | 15 mars 1969     |
| Ett resande tivoli har kommit till staden. Pippi är i sitt esse, oavsett om det gäller studsmatta, styrketest eller att handskas med ormar. |                                       |                  |
| 7 | "Pippi i den första snön"             | 22 mars 1969     |
| Snön har kommit till Villa Villekulla. Pippi besöker Tommy och Annikas skolklass eftersom Pippi också vill ha jullov. Dunder-Karlsson och Blom försöker sno Pippis kappsäck med guldpengar, men stoppas av Pippi med stor snöboll. |                                       |                  |
| 8 | "Pippis jul"                          | 29 mars 1969     |
| Tommy och Annika besöker den lokala julmarknaden tillsammans med Pippi. Fröken Prysselius är förfärad att Pippi firar jul ensam och uppmanar poliskonstaplarna Kling och Persson att få in Pippi på barnhemmet till jul, givetvis misslyckas det. Pippi böjer två spiskrokar till ett par skridskor. Tommy och Annika firar julafton tillsammans med sin mamma och pappa. Pippi firar julafton ensam tillsammans med sina två djur i Villa Villekulla. Tommy, Annika och flera av barnen i staden går i fackeltåg till Villa Villekulla och de har samlat ihop till en julklapp till Pippi. |                                       |                  |
| 9 | "Pippi hittar en spunk"               | 5 april 1969     |
| Pippi tillsammans med Tommy och Annika ger sig iväg för att leta redan på en spunk. |                                       |                  |
| 10 | "Pippis ballongfärd"                  | 12 april 1969    |
| Pippi plockar fram en luftballong från vinden på Villa Villekulla. Tillsammans med Tommy och Annika beger sig Pippi ut på en ballongfärd. Fröken Prysselius är förfärad och poliskonstaplarna försöker förgäves på motorcykel med sidvagn ta fast dem. Pippi, Tommy och Annika stöter även på bovarna Dunder-Karlsson och Blom. |                                       |                  |
| 11 | "Pippi är skeppsbruten"               | 19 april 1969    |
| Fröken Prysselius ska vara barnvakt åt Tommy och Annika när deras föräldrar är bortresta. Tommy och Annika hade hellre sett Pippi som deras barnvakt. Tillsammans med Pippi upptäcker de nästa dag vid bryggan en eka på bottnen i vattnet, som Pippi lyfter upp och fixar till. Sedan ger sig Pippi, Tommy och Annika iväg till en ö i en närliggande sjö för att få veta hur det känns att vara skeppsbruten som Robinson Kruse. När Pippi kommer hem till Villa Villekulla möts hon av en överraskning.                                                                                  |                                       |                  |
| 12 | "Pippi håller avskedskalas"           | 26 april 1969    |
| Pippi har återförenats med sin pappa, kapten Efraim Långstrump. Tommy och Annika följer med och besöker skeppet Hoppetossa som har ankrat i hamnen. Pippi är inställd på att följa med sin pappa till Kurrekurreduttön i Söderhavet och håller ett avskedskalas i Villa Villekulla. Tommy och Annika är inte glada, för Pippi tänker ju resa ifrån dem. |                                       |                  |
| 13 | "Pippi går ombord"                    | 3 maj 1969       |
| Dagen har kommit då Pippi ska lämna Villa Villekulla och resa iväg tillsammans med sin pappa. Pippi försöker muntra upp Tommy och Annika, men det går inte. När Hoppetossa ska avgå, bestämmer sig Pippi för att istället stanna kvar i Villa Villekulla. |                                       |                  |

## Produktion

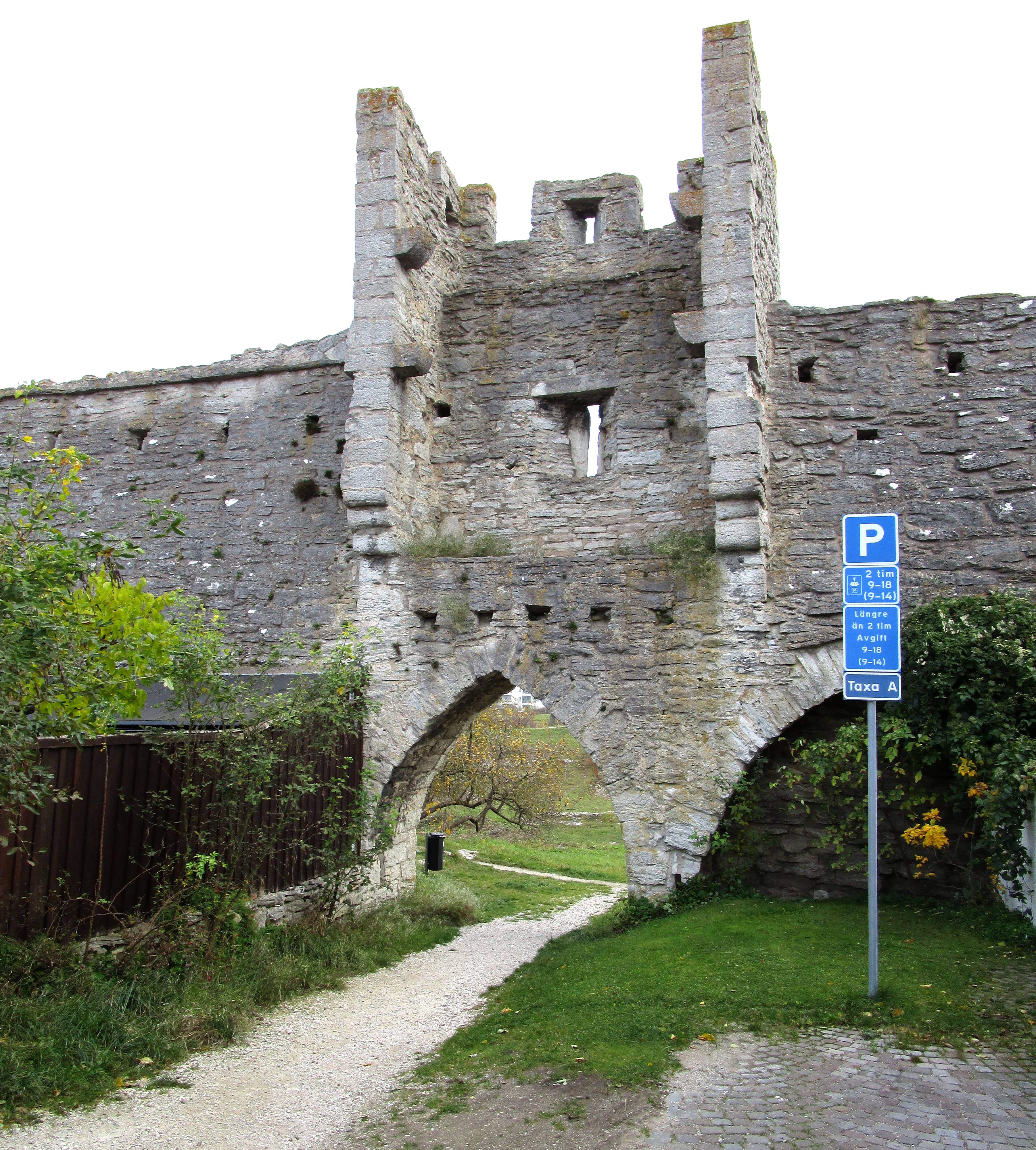
Insidan av Brunnsporten i Visby ringmur.

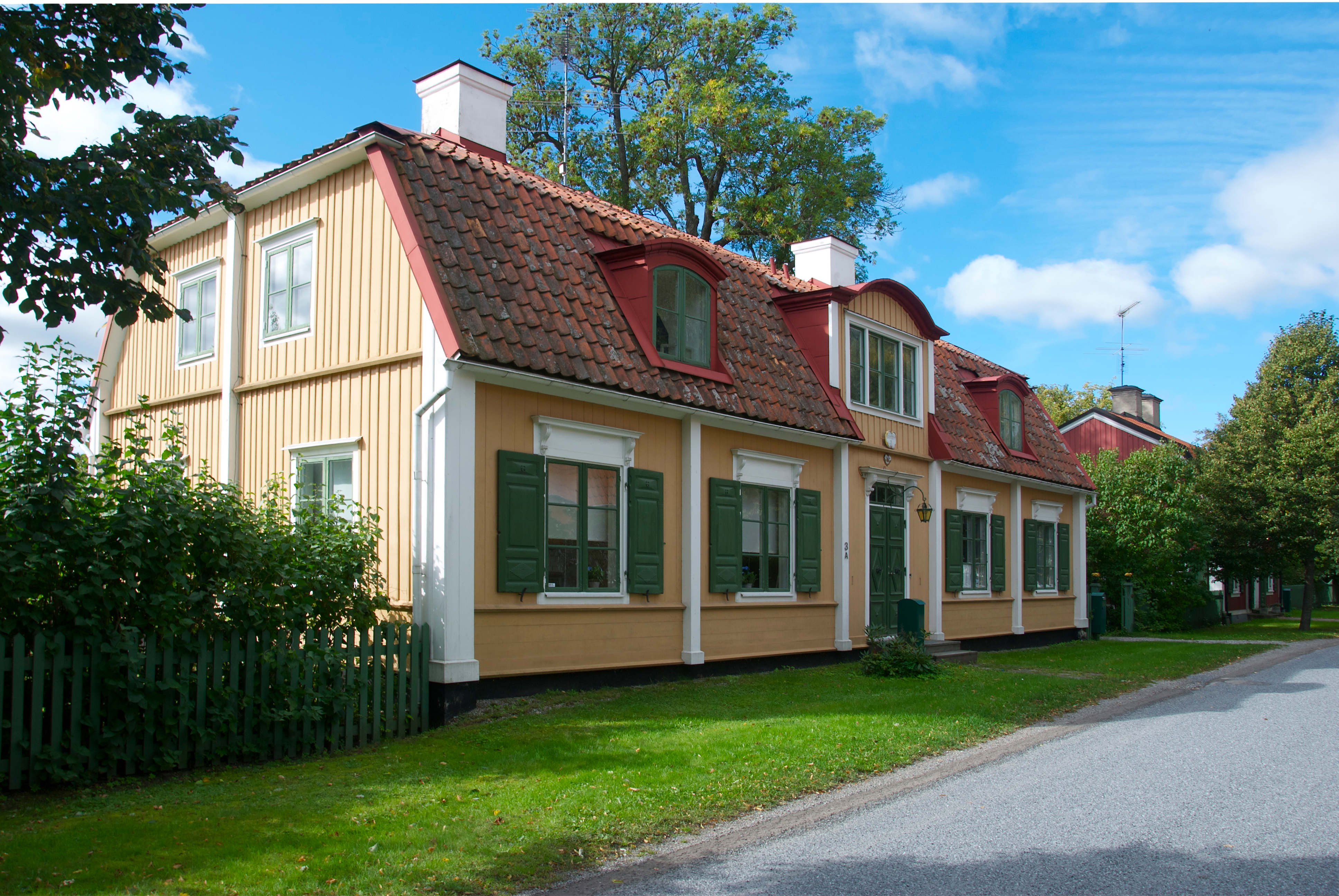
Kantongatan 3 i utkanten av Drottningholms slottspark, var exteriör för huset där familjen Settergren bor.

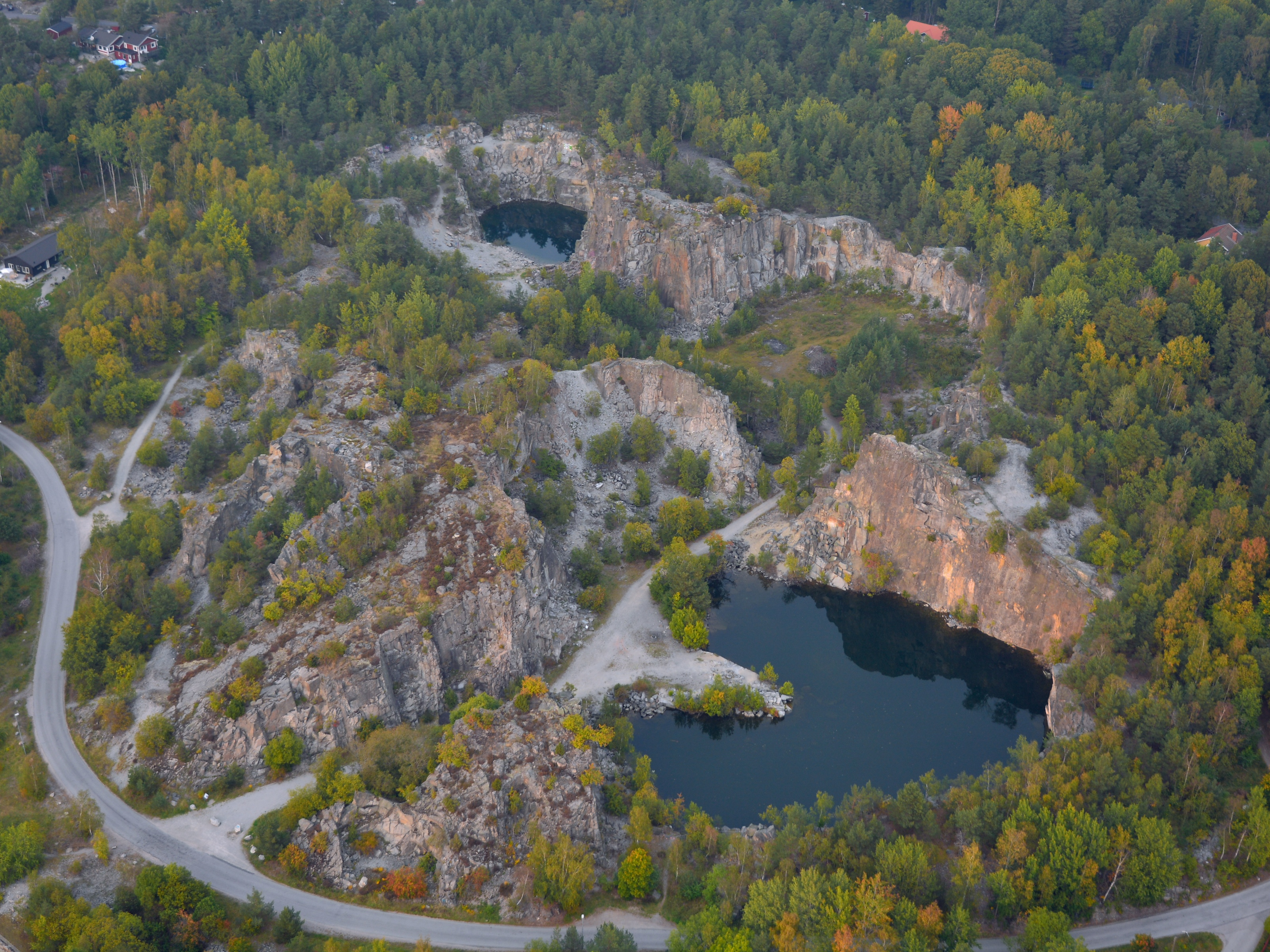
Stenhamra stenbrott var inspelningsplats för avsnittet "Pippi är skeppsbruten" liksom de två uppföljande långfilmerna.

Planeringen för TV-serien inleddes under 1967 med samma ansvariga huvudpersoner bakom kameran som hade gjort Vi på Saltkråkan och efterföljande långfilmer, dvs Olle Hellbom som regissör, Olle Nordemar som producent samt Astrid Lindgren som manusförfattare. Projektet drogs igång 4 augusti 1967.
Astrid Lindgren svarade själv för manus till TV-serien, som är dels en bearbetning av tidigare verk liksom även innehållande nyskrivna inslag.  Lindgren var missnöjd med den första filmversionen av Pippi Långstrump från 1949. Uttagningar och rollbesättning för barnrollerna pågick under hösten 1967 med över 8 000 flickor som sökte titelrollen. Huvudrollsinnehavaren tillkännagavs för pressen 17 december 1967.
Själva inspelningen pågick under 1968. TV-serien var ett resultat av en svensk-tysk samproduktion, med Beta Film och Hessischer Rundfunk som medfinansiärer, eftersom man trodde att både TV-serien skulle bli för kostsam. I produktionen medverkade ett antal tyska skådespelare, där de tyska replikerna ersattes av dubbning med svenska röstskådespelare; vid den tyska visningen av TV-serien ersattes på samma sätt alla svenska röster av en dubbning till tyska. Fröken Prysselius (frånvarande i böckerna) skrevs in för TV-serien; hon spelades av den tyska skådespelerskan Margot Trooger, som sydde upp sin egen dräkt och inte alltid var helt nykter under inspelningarna. Hellbom var oerhört positiv till det tyska samarbetet, men regiassistenten Ingvar Skogsberg har i efterhand sagt att det var ett elände.
I böckerna var Herr Nilsson en markatta, medan TV-seriens apa blev en dödskalleapa inlånad från en familj i Stockholm. Dödskalleapan skapade svårighet vid inspelningen, och frånvaron av rumsrenhet ledde till behov av ständiga klädombyten. Hästen (som var namnlös i böckerna) fick på Inger Nilssons förslag namnet "Lilla Gubben". Han var en vit valack som med hjälp av hårfärgningsmedel blev prickig.
Poliserna Kling och Klang var inledningsvis påtänkta att spelas av Hans Alfredson och Tage Danielsson (Alfredson och Danielsson hade redan medverkat i långfilmen Skrållan, Ruskprick och Knorrhane), men Alfredson kom inte ihåg varför de aldrig tillfrågades för Pippi. Alfredson kom senare att medverka i långfilmen På rymmen med Pippi Långstrump 1970.
Inger Nilsson hade flera olika personer som stand-in i scener som hon inte kunde göra. Olle Hellboms dotter Tove gjorde flera hopp i vatten filmad bakifrån (då Inger Nilsson inte kunde dyka) och även Olle Hellboms son Jan dubblerade som Pippi i avståndsbilder när Pippi rodde ekan i "Pippi är skeppsbruten". Pär Sundberg som spelade Tommy dubblerade även som Pippi i scener i avsnittet "Pippi går på tivoli" där hans bakgrund i gymnastik kom till pass.
Efterproduktionen skedde i SF-Artfilms lokaler på Kungsholmstorg 6 i Stockholm.

### Inspelning
Att hitta inspelningsplatser tog tid. I boken specificerades inte mer än att Pippi bodde i utkanten av en mindre svensk stad. En månad före inspelningsstart saknades både stad, Villa Villekulla, häst och apa. Bland inspelningsplatser som övervägdes fanns Gamla Linköping, som decenniet senare istället kom att användas för Rasmus på luffen.
Inspelningen pågick från 20 februari till 15 augusti 1968. Vinterscenerna spelades in i Røros i Norge och var de första scenerna filmades i början av 1968. Scenerna med det resande tivolit i "Pippi går på tivoli" spelades in vid Filmstaden Råsunda. Scenerna med hamnen och skeppet Hoppetossa spelades in i Mariefred.
Många scener spelades in i Visby och på det omgivande Gotland. Det är genom Brunnsporten i Visby ringmur och vidare in på Norra Murgatan som Pippi rider på hästen i det första avsnittet.
Pippis hem Villa Villekulla var en gammal förvaltarbostad nära Oscarsstenen på Kung Oscars väg utanför Visby. Den ljusgula villan kompletterades med grälla färger och andra detaljer, som ett ihåligt träd som kunde frambringa sockerdricksflaskor. Under vintern 1969 flyttades huset några kilometer till en ny plats och är numera del av turistanläggningen Kneippbyn. Allén med grusväg där såväl Pippi rider, Tommy och Annika springer, fröken Prusselius cyklar och Kling och Klang kör sin T-Ford, gick mellan Villa Villekullas ursprungliga plats och kasernområdet Visborgs slätt (dåvarande P18 Gotlands regemente).
Inomhusscenerna från Villa Villekulla spelades in i Artfilms filmstudio i närheten av Skå-Edeby på Färingsö. På Mälaröarna finns även flera exteriörer, exempelvis Tommys och Annikas hus finns på Kantongatan på Lovön vid Drottningholm, liksom Stenhamra stenbrott användes för avsnittet "Pippi är skeppsbruten".

### Musik i TV-serien
- Här kommer Pippi Långstrump, kompositör Jan Johansson, text Astrid Lindgren, sång Inger Nilsson
- Tjonga, Lånkan, kompositör Bo-Erik Gyberg, text Astrid Lindgren, sång Inger Nilsson
- Sov min lilla lusegris (Tula hem och tula vall), text Astrid Lindgren, sång Inger Nilsson
- Femton gastar på död mans kista (Fifteen Men on the Dead Man's Chest), text Astrid Lindgren, melodi Sommarens sista ros, sång Inger Nilsson
- Examens-sexa på Eklundshof (Här är gudagott att vara), kompositör och text Gunnar Wennerberg
- Am Brunnen vor dem Tore (da steht ein Lindenbaum), sång nr 5 ur Die Winterreise, D. 911 ( Der Lindenbaum), kompositör Franz Schubert, tysk text Wilhelm Müller svensk specialtext Olle Hellbom, sång Hans Lindgren som dubbar Paul Esser
- Till fjärran land ska du fara (Till Österland vill jag fara), specialtext 1968 Astrid Lindgren, sång Göthe Grefbo och Per Sjöstrand

## Visningar

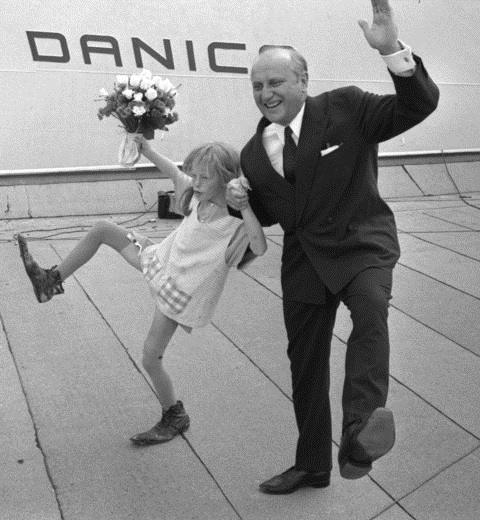
MS Stena Danica II invigs av Stena Lines ägare Sten A. Olsson och Inger Nilsson i rollen som Pippi Långstrump, 30 juni 1969.

Första delen premiärvisades i Sverige den 8 februari 1969 på TV1. TV-serien blev direkt en stor framgång, med cirka tre miljoner tittare per avsnitt under seriens 13 visningsveckor.
När det första avsnittet började sändas var inte alla avsnitt färdigredigerade utan efterbearbetningen pågick för fullt under vinter och vår 1969. För att säkerställa slutförandet var Olle Hellbom och Olle Nordemar bland de första i Sverige som vaccinerades mot Hongkonginfluensan.
Någon uppföljare var ursprungligen inte planerad, men framgången var uppenbar med LP-skivan Här kommer Pippi Långstrump som sålde diamant och Inger Nilsson som uppträdde i både folkparker och i andra sammanhang. Olle Hellbom hade egentligen planerat gå vidare direkt med inspelningen av Emil i Lönneberga, men Astrid Lindgren var drivande bakom de två efterföljande långfilmernas tillkomst (Pippi Långstrump på de sju haven och På rymmen med Pippi Långstrump som hade premiär under den första respektive andra halvan av 1970). I juni 1969 togs beslutet om att påbörja inspelningen av Pippi Långstrump på de sju haven.

### Långfilmsversioner av TV-serien
I Västtyskland visades materialet från TV-serien först som två långfilmer. Den första långfilmen heter Pippi Langstrumpf på 100 minuters längd och hade biopremiär 9 maj 1969. Den andra långfilmen heter Die neuesten Abenteuer von Pippi Langstrumpf - Pippi geht von Bord på 84 minuters längd och hade biopremiär 31 oktober 1969. TV-serien visades först 1971 i Västtyskland på ARD, där har även långfilmerna Pippi Långstrump på de sju haven (tyska: Pippi in Taka-Tuka-Land) och På rymmen med Pippi Långstrump (tyska: Pippi außer Rand und Band) delats upp i fyra avsnitt vardera, vilket är anledningen till antalet avsnitt i Tyskland uppges till 21 (13+4+4).
År 1973 släpptes i Sverige långfilmen Här kommer Pippi Långstrump som består av hopklippt material från TV-serien på 92 minuters längd.
Den svenska klippfilmen täcker hela TV-seriens ramhandling från det att Pippi flyttar in i Villa Villekulla till att Efraim Långstrump återvänder till Söderhavet och är inte samma verk som de två tyska klippfilmerna, som täcker ramhandlingen mer fylligt uppdelat i två filmer.
Som jämförelse med den svenska långfilmsversionen (92 minuter) och de två tyska långfilmsversionerna (100 minuter & 84 minuter) så har hela TV-serien en speltid på 350 minuter.

### Eftermäle
TV-serien har reprisvisats i SVT1 under 1971, 1978, 1986 och 1991. TV-serien har under åren även givits ut på VHS, DVD, Bluray samt via strömmande media.
Inför sändningen 2014 (45-årsjubileum) av en restaurerad version med förbättrad bild- och ljud i HD-kvalitet klippte Sveriges Television, med tillstånd från Saltkråkan AB, bort material som ansågs kunde uppfattas som stötande, sårande eller nedsättande. Bland de scener som redigerades bort fanns:
- En scen där Pippi talar om sin pappa två gånger som "negerkung" ändrades till att hon endast kallar honom "kung".
- En scen där Pippi drar i huden kring sina ögon för att föreställa en kines klipptes bort.

Restaureringen utfördes av SVT Efterbehandling.